# Стара Бухаловка
Стара Бухаловка (біл. Старая Бухалаўка) — село в Терешковицькій сільській раді Гомельському районі Гомельської області Республіки Білорусь.

## Географія

### Розташування
За 11 км від залізничної станції Уть (на лінії Гомель — Чернігів), 13 км на південь від Гомеля.

## Гідрографія
Річка Уть (притока річки Сож).

## Транспортна мережа
Транспортні зв'язки степовою, потім автомобільною дорогою Старі Яриловичі — Гомель. Планування складається з довгої дугоподібної, майже меридіональної вулиці, забудованої двосторонньо, нещільно дерев'яними будинками садибного типу.

## Історія
За письмовими джерелами відома з XIX століття, коли тут містилися 2 фольварки. Власниця одного з них дворянка Білецька мала в 1870 107 десятин землі, що дісталися їй у спадок. Господар другого фольварку володів у 1871 році 386 десятинами землі та водяним млином. Діяв хлібний магазин. Відповідно до перепису 1897 року село Бухаловка (вона ж Островки). Незабаром переселенці заснували село Нова Бухаловка, а село Бухаловка стало називатися Стара Бухаловка.
У 1926 році у Старотерешковицькій сільраді Дятловицького району Гомельського округу. 1932 року жителі вступили до колгоспу. Під час німецько-радянської війни у вересні 1943 року німецькі окупанти повністю спалили село та вбили 6 жителів. 4 мешканці загинули на фронті. 1959 року у складі радгоспу «Новобілицький» (центр — село Терешковичі).

## Населення

### Чисельність
- 2009 — 7 мешканців.